# Helmut Sick
Pour les articles homonymes, voir Sick.
Helmut Sick, surnommé Sicki, est un ornithologue brésilien d'origine allemande, né le 10 janvier 1910 à Leipzig et mort le 5 mars 1991 à Rio de Janeiro.

## Biographie
Il commence à s'intéresser aux oiseaux dès son jeune âge. Durant l'adolescence, il devient un expert dans les chants d'oiseaux, aidé en cela par une oreille précise et un don pour la musique. Il devient membre de la Deutsche Ornithologen-Gesellschaft (DOG) à seulement 21 ans et son secrétaire à 28 ans. En 1933 il part faire ses études à Berlin, où il obtient son doctorat sous la direction d'Erwin Stresemann (1889-1972). Sa thèse paraît dans Journal für Ornithologie en 1937. Il commence à travailler alors pour le Kaiser Wilhelm Institute consacré à la recherche médicale à Heidelberg. Il devient peu après assistant au département d'ornithologie du muséum de zoologie de Berlin. E. Stresemann suggère alors à Adolf Schneider (1881-1946), vice-président de la DOG, de prendre Sick dans une expédition scientifique en partance pour le Brésil ; ce choix allait bouleverser la vie de Sick qui décide de ne pas revenir dans son pays et de devenir un citoyen brésilien. Quelques années plus tard, Sick dédiera un Rhinocryptidae à son maître, Merulaxis stresemanni, afin de le remercier pour lui avoir permis de venir dans ce pays.
A. Schneider et Sick arrivent au Brésil à la mi-1939. Schneider retourne en Allemagne en mai 1942, pays alors ravagé par la guerre. Après la déclaration de guerre du Brésil contre l'Allemagne en août 1942, Sick est arrêté et emprisonné à Ilha Grande, près de Rio de Janeiro. Libéré en 1945, trois ans plus tard, il décide de rester dans ce pays. De 1946 à 1959, il travaille pour le compte de la Fundação Brasil Central (FBC), organisation gouvernementale créée en 1943 dans le but d'ouvrir les territoires du sud de l'Amazone à la colonisation. Ses connaissances des régions encore en partie inexplorées du Mato Grosso et du Pará lui permettent d'écrire le livre très populaire Tukaní qui est bientôt traduit en anglais, en espagnol, en portugais et en japonais. Il y décrit les difficultés d'une expédition dans ce pays, l'arrivée des colons qu'il nomme les néo-brésiliens qui spolient les populations amérindiennes et l'impact dévastateur des feux de forêt sur les paysages.
Il rencontre les Amérindiens du centre du pays et travaille aux côtés des frères Orlando (1914-2002) et Claudio Vilas Bôas (1918-1961), grands défenseurs de la cause de ces peuples. Sick leur dédiera d'ailleurs une espèce de la famille des Pipridae, Pipra vilasboasi.
Sick est devenu citoyen brésilien en 1952. En 1960, il commence à travailler pour le Musée national du Brésil, institution où il restera vingt-et-un ans, et à l'Académie des Sciences du Brésil. Sa retraite, qu'il prend en 1981, est bien remplie puisqu'il fait paraître en 1985 les deux volumes d’Ornitologia brasileira, Uma introdução, qui a été depuis plusieurs fois réédité et traduit en anglais en 1993.
Il devient membre de l'American Ornithologists' Union en 1947 et membre honoraire en 1983 comme il était déjà membre honoraire de la Deutsche Ornithologen-Gesellschaft, de la British Ornithologists' Union et de l'Asociación Ornitológica del Plata. Il est le vice-président, en 1990, du vingtième Congrès international d'ornithologie aux côtés de  Charles Gald Sibley (1917-1998), président dudit congrès. La ville de Rio de Janeiro le fait citoyen d'honneur.

« En dépit de son prestige comme scientifique, [Helmut Sick] mène une vie simple et modeste, bien loin des clairons de la renommée »

— Carlos Drummond de Andrade (1902-1987) dans sa préface de Birds in Brazil.

## Œuvre
Sick est l'auteur de quelque 200 publications scientifiques, principalement en portugais et en allemand, mais aussi en anglais. Il contribue à aider la carrière de jeunes ornithologues et à l'essor de cette discipline au Brésil.

## Orientation bibliographique
- Dante Martins Teixeira (1992). Helmut Sick (1910-1991), The Ibis, 132 (4) : 90.

## Source
- François Vuilleumier (1998). In memoriam : Helmut Sick, 1910-1991. The Auk, 115 (2) : 470-472.